# La Fauvette du Temple
Représentations notables
Personnages
- Saint-Angénor, ancien ténor de l'Opéra-Comique, devenu enseignant
- Joseph Abrial, le fiancé de Zélie
- Pierre Aubertin, ouvrier typographe, le fiancé de Thérèse
- Ben Ahmed, chef des cavaliers arabes.
- Thérèse, ouvriére, la fauvette du temple.
- Zélie, amie de Thérèse, servante de Saint-Angénor

Airs
La Fauvette du Temple est un opéra-comique en trois actes, musique d'André Messager, livret de Paul Burani et Eugène Humbert, représenté la première fois au théâtre des Folies-Dramatiques à Paris, le 17 novembre 1885, et donné pour 150 spectacles.
Le livret comporte quelques similitudes avec le contour d'un vaudeville en trois actes des frères  Cogniard, La Cocarde tricolore, épisode de la guerre d'Alger, représenté aux Folies-Dramatiques, le 19 mars 1831. Traubner décrit l'opéra comme "une affaire  militaire, patriotique avec des scènes algériennes".

## Les rôles
| Rôle                                                                       | Type de voix | Distribution lors de la première, le 17 novembre 1885 au théâtre des Folies-Dramatiques (chef d'orchestre : Thibault) |
| -------------------------------------------------------------------------- | ------------ | --- |
| Saint-Angénor                                                              | ténor        | Charles Constant Gobin                                                                                                |
| Joseph Abrial                                                              | ténor        | Simon-Max |
| Pierre Aubertin                                                            | baryton      | Jourdan |
| Ben Ahmed                                                                  | basse        | Chauvreau |
| Trécourt                                                                   | basse        | Riga |
| Gransac                                                                    |              | Duhamel |
| Bou Maleck                                                                 |              | Valdor |
| Sélim                                                                      |              | Van de Gend |
| Thérèse                                                                    | soprano      | Juliette Simon-Girard                                                                                                 |
| Zélie                                                                      | soprano      | Mlle Vialda |
| Ali                                                                        |              | Savary |
| Tarata                                                                     |              | Hicks |
| Rosette                                                                    |              | Weil |
| Les conscrits, les zouaves, les Arabes, les grisettes et les travailleurs. |              | |

## Synopsis

### Acte 1
L'acte 1 se déroule à Paris en 1840, près de La Rotonde du Temple, avec une boutique de fleur et une boutique de vin. Pierre Aubertin est le fiancé de Thérèse, la jolie fleuriste, appelée "la fauvette du Temple" . Joseph Abrial, est fiancé avec Zélie. Thérèse est entendue par l'ex-chanteur devenu enseignant Saint-Angénor, qui est déterminé à faire d'elle son élève, et à faire sa fortune, mais aussi afin qu'il puisse prouver la valeur de sa méthode de chant. Pierre et Joseph sont appelés et obligés de partir comme soldats pendant sept ans. Saint-Angénor accepte une demande de Thérèse, qui, en retour, deviendra son élève, il donnera 2 000 francs pour éviter à Pierre de faire son service militaire. Mais Pierre, qui se méfie du professeur, refuse de prendre l'argent et part pour l'Afrique, alors que Saint-Angénor prévoit d'aller en Italie avec sa nouvelle élève et Zélie sa suivante .

### Acte 2
L'acte 2 est situé à proximité d'un oasis en Algérie, deux ans plus tard. Après une scène dans laquelle Joseph exprime son ennui avec la vie dans l'armée. Pierre, devenu lieutenant, conduit un détachement de zouaves, des Arabes dirigés par Bou Maleck émergent des rochers. Ben-Ahmed et ses hommes préparent une bombe avec de la poudre à canon pour faire sauter les rochers de Chereb occupés par leurs vainqueurs. Le clairon Joseph, en faisant un faux pas, tombe assis sur la mèche et l'éteint ainsi aux dépens de sa grande culotte de zouave. Ben-Ahmed rencontre Angénor avec Thérèse et Zélie. Thérèse est venu en Afrique du nord avec son amie et Saint-Angénor à la recherche de Pierre, de qui elle est toujours amoureuse. Ben-Ahmed, amoureux de Thérèse, engage Saint-Angénor pour enseigner le chant à son harem. Ahmed, qui est un dilettante, devenu subitement amoureux de la prétendue Frasquita, lui fait jurer qu'elle deviendra sa femme. Pierre et Joseph de retour demande à connaître la localisation d'une chanteuse, Frasquita, nom de scène de Thérèse, qui a donné un concert la veille et a été arrêtée avec son manager. Ben-Ahmed refuse et condamne les deux Français à mort. Joseph prend le déguisement d'un membre de la garde, sabote les armes des Arabes  et donne l'alarme à ses camarades. La fauvette, Angénor et Zélie ont été emmenés par Ali, de sorte que les Français sortent hors de Mascara.

### Acte 3
Le dernier acte, se passe sur une place de Mascara, et s'ouvre avec les citoyens arabes fuyant l'invasion des soldats français. Ahmed, essayant de tromper la surveillance des français, est reconnu et arrêté; il invoque le serment de Thérèse, qui se le fait rendre en obtenant, par l'entremise du lieutenant Pierre, la liberté d'Ahmed. La pièce se termine par un double mariage; Thérèse épouse son lieutenant, et Zélie l'héroïque clairon. Après que Pierre se soit lamenté sur la perte de Thérèse, Saint-Angénor entre déguisé en arabe. Après avoir expliqué à Trécourt qui il est, et où est la Fauvette, Joseph pénètre et est bientôt réuni avec Zélie qui a été expulsé du harem. Thérèse s'affiche avec Ben-Ahmed, mais est sauvé par les français, et tout est bien qui finit bien.

## Critiques
« M. André Messager a écrit une partition très chargée de numéros, où l'on retrouve la note délicate et même un peu mélancolique de cet aimable compositeur. Il m'a paru que son orchestration était un peu terne et un peu sourde. Les instruments à cordes y sont trop souvent employés dans le médium et dans le grave, laissant la parole presque uniquement aux instruments à vent et aux cuivres. »
— Auguste Vitu 
« M. Messager a écrit une musique franche, bien rythmée, très soignée sans prétention, mais à qui l'on souhaiterait, peut-être une plus forte dose d'originalité. Il y a là-dedans des couplets et des chansons en veux-tu en voilà, sans que l'une se distingue beaucoup des autres ; mais il y a, au second acte, un duo amoureux à la Gounod et un finale à la Donizetti, et au troisième  un duo de chameliers avec imitation orientale d'un joli effet »
— Arthur Pougin